# Carmel Buckingham
Carmel Buckingham (* 22. května 1998, Anchorage) je americká zpěvačka a mladší sestra zpěvačky Celeste Buckingham. Carmel se narodila na Aljašce. Poté žila na Slovensku v Bratislavě a nyní[kdy?] s celou rodinou žije v Nashvillu, Tennessee v USA. Carmel se podílela se sestrou na písni Gone, ke které byl natočen i videoklip.

## Životopis
Carmel s dalšími třemi muzikanty v Nashvillu založila pop-punkovou skupinu The House United. Skupina, kterou tvoří Carmel Buckingham (zpěv a klávesy), Brandon Adams (kytara), Joe Gregory (basa) a Austin Arnold (bicí), působí v Nashvillu, kam se Buckinghamovi přestěhovali před pár lety[kdy?]. Všichni členové skupiny kromě Carmel, která zatím ještě chodí[kdy?] na střední školu, studují hudbu na Belmont University, kde studuje i Celeste. Jejich skupina The House United se dá žánrově označit jako punk pop alternativa. Inspiruje se skupinami jako All Time Low, The Maine, Paramore, We Are In The Crowd, Blink-182, Rush či Switchfoot. Podobně jako v případě Celeste, autorkou většiny textů je frontmanka kapely Carmel.

## Diskografie
Singly
- 2012: „New Orleans“
- 2013: „Gone“ společně s Celeste Buckingham
- 2014: „Emergency“ (jako The House United)

Ostatní
- 2012: Don't Look Back (jako autorka titulní skladby)